# UMDNS
UMDNS (del inglés: Universal Medical Device Nomenclature System) es la Nomenclatura Universal de Equipos Médicos. 
Es un sistema universal para la clasificación de equipos médicos. Es un proyecto de la OPS, el Ministerio de Sanidad y Consumo de España y la ECRI, un Centro Colaborador de la OPS/OMS. La UMDNS, con términos para más de 5000 equipos médicos es la más extensa del mundo. Se usa en hospitales en América, Asia y Europa para organizar los inventarios de los equipos médicos. Las agencias reguladoras nacionales e internacionales usan la UMDNS para facilitar el intercambio de información.